# Liddes
Liddes is een gemeente en plaats in het Zwitserse kanton Wallis, en maakt deel uit van het district Entremont.
Liddes telt 744 inwoners.